# Cristhian Flores
Cristhian de Jesús Flores Rivas (ur. 27 sierpnia 1996 w Managui) – nikaraguański piłkarz występujący na pozycji skrzydłowego lub napastnika, reprezentant Nikaragui, od 2021 roku zawodnik Realu Estelí.